# Arsk
Arsk (rusky Арск, tatarsky Арча) je město v Tatarstánu v Ruské federaci. Při sčítání lidu v roce 2010 měl přes osmnáct tisíc obyvatel.

## Poloha a doprava
Arsk leží v Povolží na řece Kazance, která se vlévá do Volhy v Kazani, hlavním městě Tatarstánu. To je od Arsku vzdáleno přibližně šedesát kilometrů jihozápadně.
Přes Arsk prochází železniční trať z Moskvy přes Kazaň do Jekatěrinburgu. 

## Dějiny
Arsk nejpozději v 13. století v éře Volžského Bulharska. Pak se stal součástí Kazaňského chanátu a byl vypálen ruskými vojsky v roce 1552 v rámci moskevsko-kazaňských válek.
V roce 1781 se stal městem.
V roce 1926 ztratil status města, v roce 1938 se stal sídlem městského typu a v roce 2008 opět městem.